# 新安沈船

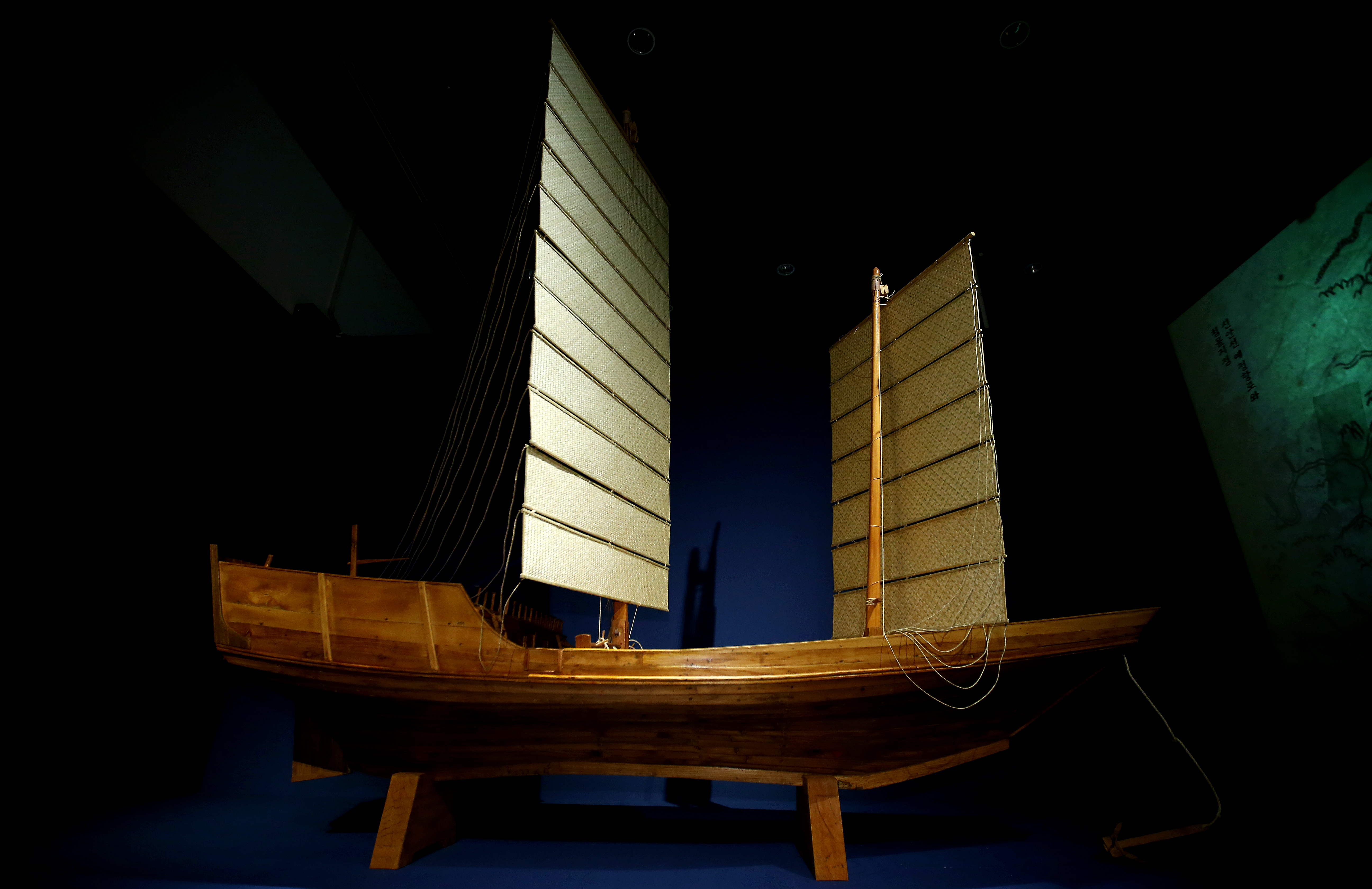
10分の1スケールの新安沈船の復元模型。

新安沈船（しんあんちんせん、シナンちんせん）は、1976年に韓国の全羅南道新安郡の沖で発見された沈没船。新安沈没船、新安沖沈没船などの名称でも呼ばれる。船型は中国の伝統的な外洋船のジャンクに属する。調査の結果、この沈没船は発見された木簡から、東福寺再建のため元に派遣され、帰途の1323年に中国の慶元（現在の寧波）から日本の博多に向かっていた貿易船だったことが判明した。中国の元王朝時代の陶磁器や銅銭を大量に積んでおり、当時の東アジアの貿易を知る上で貴重な資料となっている。また、韓国の水中考古学が発展するきっかけにもなった。

## 時代背景
日本では博多、中国では慶元を玄関口として交流が行われた。元寇の弘安の役（1281年）ののち、日元は相互に警戒態勢となり、貿易船や人材交流も数年間は中断した。1292年には3度目の日本攻撃が計画されたが、1294年に皇帝クビライが死去し、次代にテムルが即位すると計画は中止された。日元は正式な国交がないものの交流が盛んになっていった。

### 日本
平安時代までは博多を中心としていた中国由来の文化が、管理貿易の縮小にともなう民間の交流の活発化によって日本各地へ広まった時代にあたる。陶磁器や宋銭をはじめ中国からの輸入品は唐物と呼ばれて平清盛の時代に急増し、喫茶文化も流入した。博多に輸入された中国製の陶磁器は、12世紀には奥州藤原氏が治める平泉にも大量に運ばれた。鎌倉幕府成立後の13世紀には唐物の流行で物価が上昇したため、幕府は1254年（建長6年）に唐船（中国船）を5隻に制限しようとした。
宋代から、九州には唐房と呼ばれる中国人街が建設されており、最大のものが博多の大唐街（博多津唐房）だった。宋人は博多に住まいをもちつつ中国と日本を往来しており、これを住蕃貿易とも呼ぶ。貿易船の船長や貿易商人をする宋人は綱首と呼ばれ、博多や周辺地域の寺社や荘園と協力関係にあった。筥崎八幡宮、太宰府大山寺、宗像神社、博多承天寺、肥前神崎荘などがそれである。綱首の中には寺院建立に関わる者もいた。
元が南宋を攻略したモンゴル・南宋戦争以降は、博多綱首の記述は史料から消える。しかし元代も、博多には多数の貿易商人が居住した。こうした貿易商人は海商とも呼ばれ、日元双方の権力者や大商人の代理人として航海をした。日本に住んでいた宋人は次第に日本に同化したとされており、元寇で博多が攻撃を受けたのちも貿易は中断をはさみつつ増えていった。元代の龍泉青磁のほか、元が発行した銅銭の大元通宝や、パクパ文字の印章も出土している。鎌倉時代や南北朝時代にかけては、寺社の造営費用や復興費用を調達するために貿易船を派遣し、元寇の前よりも派遣は増加した。

### 中国（宋、元）

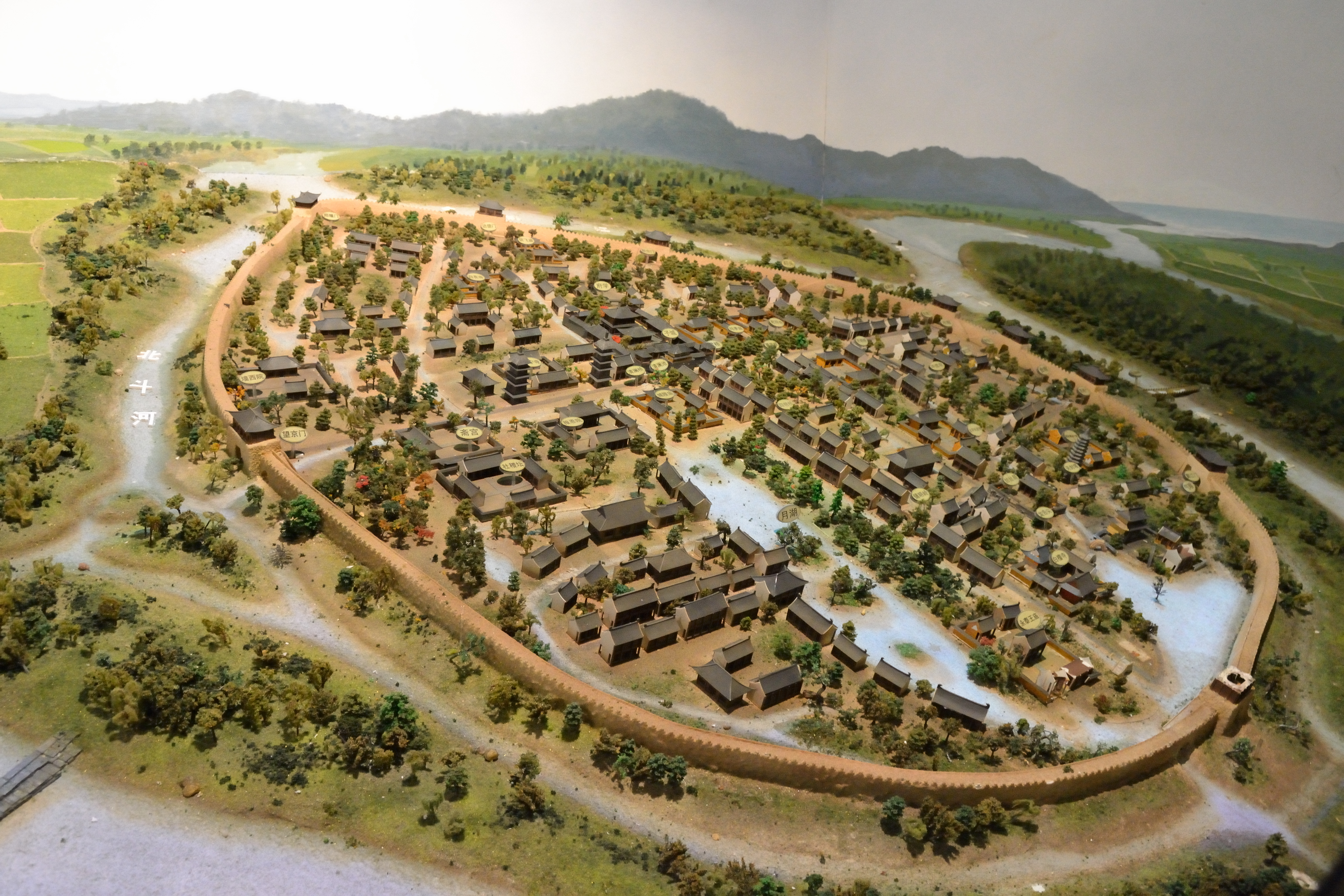
明州城（宋代の慶元の呼称）の模型

中国では13世紀の宋代から陶磁器の輸出が盛んになり、青磁、白磁、青白磁が輸出されていた。14世紀の元代には青花磁も加わり、アジアとアフリカ各地へ運ばれていた。日本向けの陶磁器が慶元で積み出しをしていたのに対して、東南アジア、南アジア、西アジア向けの陶磁器は広州や市舶司のある泉州で積み出しを行った。台湾や琉球諸島向けの陶磁器は福州に集積されたのちに泉州へ運ばれ輸出された。中国の海運は、元代に大きく改善された。それまで北洋と南洋の往来は盛んではなかったが、危険な北の航路が開拓されて南北の海運がつながり、14世紀前半から国内の輸送や海上貿易が増加した。慶元（寧波）は、南北のハブに位置する重要な港であった。
輸出先によって陶磁器の種類が異なり、各地の必要性や嗜好に合わせた品が選ばれていた。日本向けには、龍泉窯青磁、景徳鎮窯青白磁、福建陶磁が中心だった。東南アジアや西アジア向けには、龍泉窯青磁、福建陶磁、景徳鎮窯が中心だった。龍泉青磁は元代から器の大型化と装飾の増加が進んだ。遊牧民国家のモンゴル帝国を源流とする元は、大皿に盛った料理を取り分ける食文化であり、その習慣が影響したといわれている。新安沈船が航行していた14世紀前半は、大型化した龍泉青磁の輸出が盛んになった時期にあたる。
元は貿易を重視する王朝であり、服属をしない国（不臣之國）である日本との貿易も続けた。元は慶元路の警備を強化しつつ貿易を認め、官貿易の商品を国家が管理し、倭人（日本人）は入城させずに取り引きを行った。市舶司では「海外不臣之國」に対して30%の関税をかけていたことから、日本に対しても同様の関税がかけられたと推測される。
しかし、貿易の管理を厳しくしたためにトラブルが増加した。1309年には日本から来た海商が慶元の役人と対立し、運んできた硫黄を使って放火し、慶元城内の建築物が4分の1近く焼失する事件が起きる。事件以降の元政府は、日本だけでなく海商全体への警戒を強めた。日元は貿易をしていたものの、日本は元の招諭使に返答をしていないため正式な国交がなく、貿易におけるトラブルで日本側の協力は期待できなかった。そのため元政府には警戒強化の他に対策がなく、その後も1328年、1335年に同様の事件が起きた。

### 仏教
日本と元の交流で役割を果たしたのが仏教僧であった。特に禅宗は博多の宋人たちが信仰しており、海商が仏教寺院の保護を受けたのも禅宗の影響が大きかった。海商にとって禅寺は貿易品を買い取ってくれる顧客でもあった。後白河法皇や平清盛など、日本の権力者に出家した者がいることは宋代から知られており、元の皇帝テムルが国家の使節（招諭使）として1299年に派遣した一山一寧が仏教僧だったのも、その情報にもとづいている。博多で喫茶文化が始まったのも禅宗がきっかけとされる。
元との貿易が再開すると日本から渡航する仏教僧が急増し、貿易船にも僧が乗っていた。博多は元から来日した僧と、日本から元に渡る僧の拠点でもあった。往来が禁止されていた時期を除くと年平均で4.1人が元へ渡っており、南宋時代（年平均1.1人）の4倍近くに達した。

## 発見・引き揚げ

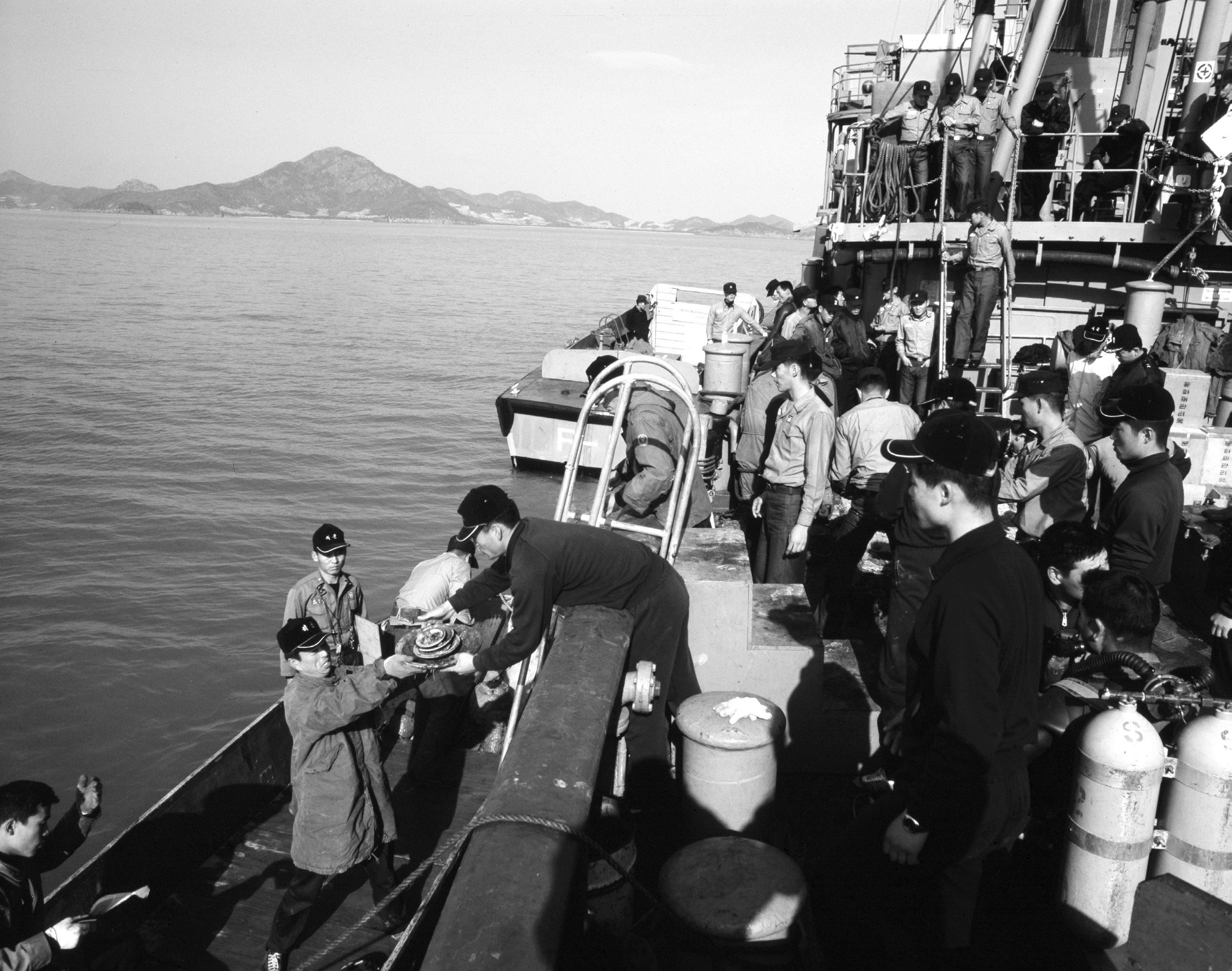
引き揚げ作業の様子。

1975年7月、新安郡の智島にある道徳島の約2キロ沖で発見された。漁業者が6個の陶磁器を引き揚げて新安郡に報告し、1976年1月には韓国文化財管理局に情報が届いたが、当初は偽物の陶磁器だと考えられた。陶磁器をゆずられた者が古美術商に持ち込んだことがきっかけで関係者が注目し、1976年10月から文化財管理局が調査を開始した。
沈没船は東経126度5分6秒、北緯35度1分15秒で深さは約20メートルに位置していた。10月15日に新安郡の船舶で現場を調査し、10月16日に発掘照査を行った。文化財管理局は国防部に協力を求め、調査が行われた。予備調査の段階で約2000点の遺物が引き揚げられたために当局は重要性を認識し、韓国海軍も参加して潜水作業はフロッグマンによって行われた。同年10月と1977年5月から7月の3回に分けて、文化財管理局と海軍に加えて考古学者や歴史学者、アメリカから招聘した水中考古学の専門家などによる調査が行われた。
現場は多島海で潮流が激しく、通常は5ノットに達し、緩やかな時で2.5ノットあった。半島の西海岸が黄海に面しているためか、海中の視界は悪かった。潮流から作業者を守り、遺物の発見場所を区別するために1辺2メートルの正方形の鉄製の枠を沈めた。1977年時点で引き揚げられた遺物は陶磁器6000点、金属製品や木造製品400点、銅銭10万枚に達し、1977年10月には、国立中央博物館で新安海底文物展が開催された。忠南大学校やソウル大学校工科大学などの研究者の分析により、積荷は中国のものが中心であり、船体の構造からも中国系統の船であることが明らかになった。1977年に少数ながら高麗青磁が発見され、1978年の調査では日本の品物や、中国人の特徴を持っている頭骨も発見された。調査は1984年まで11次にわたって進められ、荷札の木簡なども発見されて特定が進んだ。

### 船籍・航路

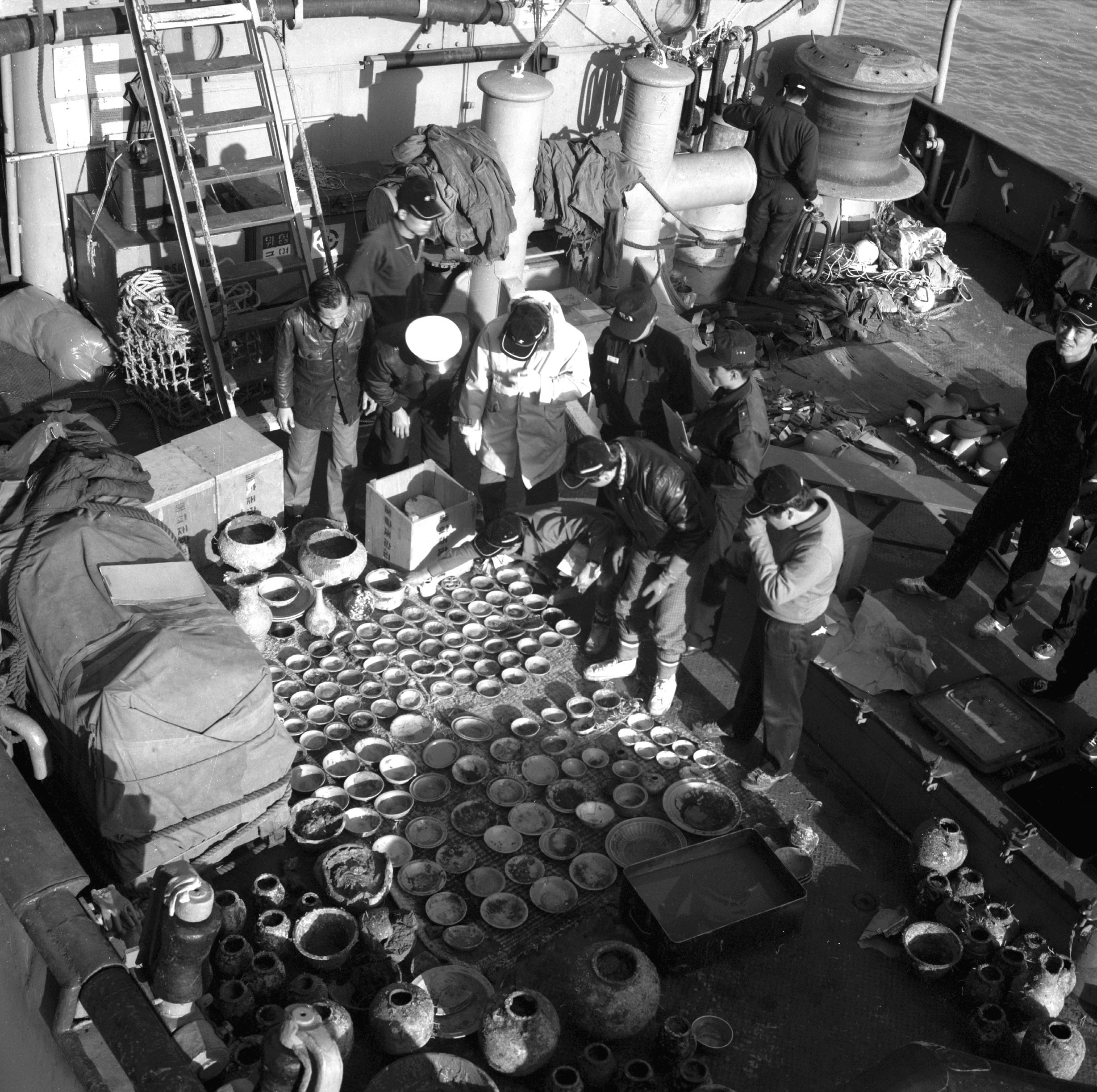
船上に引き揚げられた遺物。

船籍についての証拠として、港の名前を記した船具も引き揚げられた。青銅の沈鍾に「慶元路」という銘があったため、この船が慶元（寧波）の中国船であると判明した。寧波は唐の時代から貿易港として栄え、宋代には明州や慶元府と呼ばれ、元代には慶元路と呼ばれていた。
木簡には「至治三年六月三日」（1323年）という元の暦が書かれたものや、日本の東福寺の権利物を示したものもあった。当時の日本は博多で中国と貿易を行っていた点から、元の時代に慶元から博多へ向かった船であることが判明した。
元代の東アジア航海ルートには、(1) 首都の大都に近い山東半島と高麗の開京を結ぶルートと、(2) 東シナ海から朝鮮半島の南を通って博多に行くルートの2つがあり、新安沈船は(2)のルートを通った。当時は慶元から高麗の間は3日から5日、慶元から日本の間は約10日かかった。新安沈船は慶元（寧波）で陶磁器をはじめ大量の貿易品を積み、博多を目指して出港した。杭州湾を出たあとで舟山列島から北東へ向かい、朝鮮半島南端に達した。積荷が満載だったことから、出港後にどこにも寄港せずに沈没したことが分かる。ただし、積荷の種類は日本で人気のある陶磁器や宋銭の他に、高麗で人気のある紫檀・胡椒・肉桂などもあり、複数の寄港を予定していたという説もある。

### 船体
船体の引き揚げは1979年から行われ、残存する長さが約27.5メートル，幅が約8メートルあり、航海時の全長は推定34メートルの帆船であることが明らかになった。甲板をはじめとする船体の上方は失われており、200トン規模で、乗組員は50名から70名とされる。竜骨には福建省の造船技師の風習である7つの穴が開けられており、福建省で建造されたと推定される。
船艙は梁で区切られており、8つの区画があった。梁の底には孔が1個開けられており、船の継ぎ目からしみ出す水を集めるのが目的と考えられる。底にはバラストや濡れてもよい積荷があり、その上に底板が置かれた。浸水がたまってきたら、底板とバラストや積荷を取り出して水を汲み出すという構造になっていた。ある種の防水隔壁であり、のちの18世紀にはこうした仕組みは潮倉と呼ばれた。

## 積荷

### 陶磁器

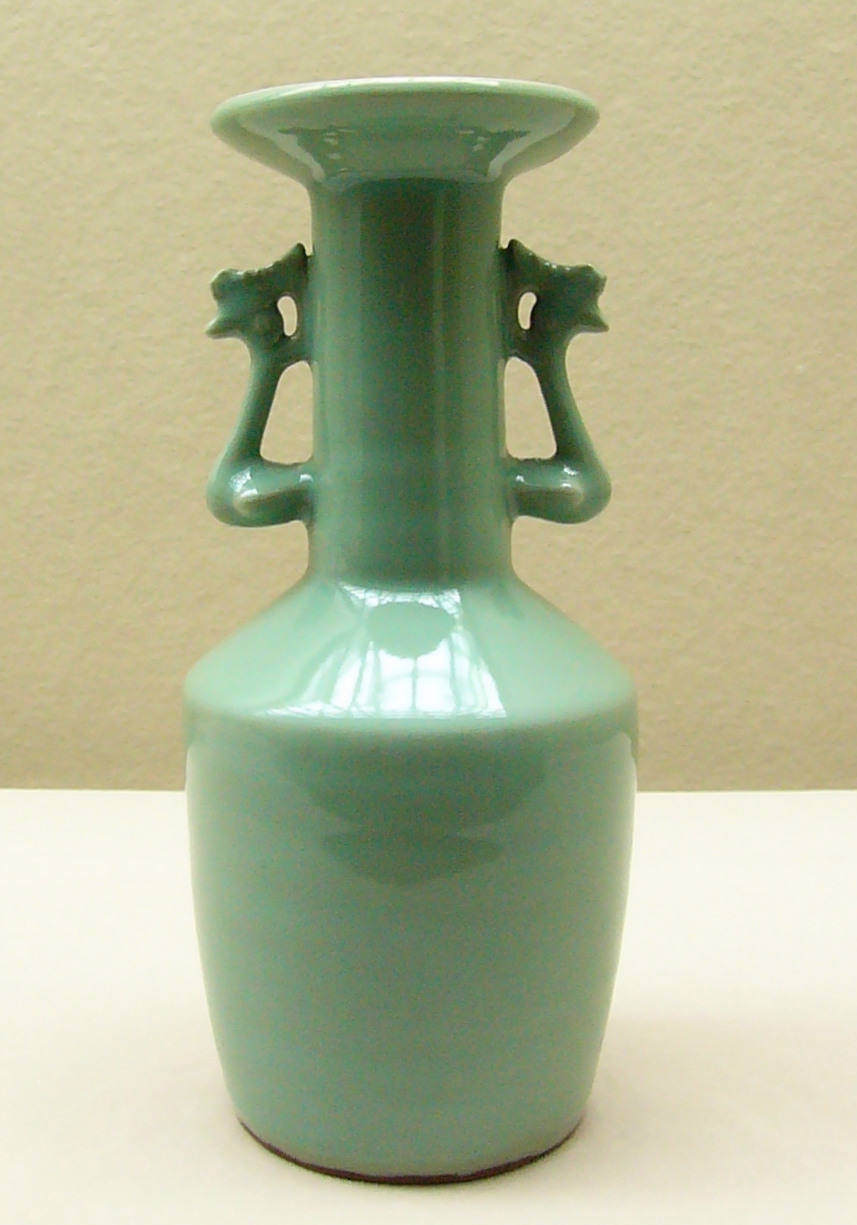
青磁鳳凰耳花生 南宋時代。新安沈船に積まれていたものと同型の龍泉青磁。

最も多かった積荷が陶磁器で、約21000点に達した。産地や種類が特定できるのは18832点であり、中国の華南のものが中心だった。最も多いのは龍泉窯の龍泉青磁で10627点（56パーセント）。次に多いのが景徳鎮の白磁・青白磁で約4100点（21パーセント）、福建省の白磁・青白磁が約1650点（8.8パーセント）となる。その他に建窯の天目茶碗、七里鎮窯の褐釉小壺、吉州窯の褐釉磁・白地褐彩磁・褐釉四耳壺。華北からは磁州窯の黒釉磁・白地鉄絵、そして朝鮮半島からは高麗の高麗青磁もあった。陶磁器の産地は河北省から広東省まで広範囲であり、当時の中国全土の主な製品が積まれていた。
龍泉青磁
最多である龍泉青磁は大きく2タイプに分かれていた。水色の青磁で文様などの装飾が少ないタイプと、緑色で装飾が多いタイプである。積荷では後者が大半で、そのうち多くは小型の碗、皿、鉢だった。のちに日本では前者が砧青磁（きぬたせいじ）、後者が天龍寺青磁と呼ばれるようになる。
アンティーク
砧青磁や天目茶碗には、茶を点てる時にできる細かいすり傷があり、中古品だった。砧青磁や天目茶碗は南宋の時代に作られた器であり、アンティークとして日本で好まれた可能性がある。元代に作られていたのは、大型で装飾の多い天龍寺青磁だったが、日本では13世紀後半の鎌倉時代以降に砧青磁が好まれ、現在でも人気が高い。
陶磁器の流通
新安沈船が出航したとされる慶元は、南宋の首都だった杭州と運河でつながっていた。杭州は華南経済の中心であり、元代でも各地の陶磁器が集められていた。そうした杭州の陶磁器が、日本への輸出品として慶元に運ばれて新安沈船に積み込まれたと考えられる。同時代に日本で流通していた陶磁器の種類が新安沈船と似ているため、中古品の陶磁器は国内用だったものを日本の嗜好に合わせて輸出用にした可能性もある。これに比較して、西アジア向けとして泉州から輸出されていた陶磁器は大型で装飾の多い龍泉青磁、福建、景徳鎮が中心であり、種類が異なっている。
陶磁器は10個単位で包装して木箱に入っていた。木箱の素材は常緑の喬木で、中国と日本に生息する種類だった。箱の表面には墨の文字で「大吉」や「子顕」などが書かれており、吉祥句や所有者の名前を示したと推測される。

### 銅銭
中国が発行した銅銭（銅貨）は総重量28トンにのぼる。さまざまな時代のものが混じっており66種類があり、主に宋政府が発行した宋銭だった。仮に1枚3.75グラムとすると、約800万枚にあたる。最も新しいものは元政府が発行した至大通宝（1310年）で、次に発行された至正通宝（1350年発行）は発見されていない。
宋銭は11世紀の日本でも博多に住んでいた宋人が使っており、12世紀後半には日本各地に流通し、13世紀後半には事実上の日本の通貨となっていた。宋政府は銅銭の輸出を禁じていたが、日本への密輸が続いた。元政府も民間による金や銀の輸出を禁じており、銅銭についても同じだった。新安沈船には大量の銅銭が積まれている点から、元政府が公認した官貿易を行っていたと推測される。

### 香辛料・薬草
香木である紫檀が1.8メートル前後に切られて約1000本積まれていた。種が特定できた植物は、16のうち14が漢方薬にも使われるものだった。胡椒、肉桂、クロトン、ショウガなどがあり、薬草は薬箱に入っていた。植物の種として、イチョウ、杏仁、ライチ、クリ、クルミ、ハシバミもあった。イチョウに関する日本最古の文献は『異制庭訓往来』（1370年頃）とされているが、それ以前の時代から日本にイチョウが移入されていた可能性がある。積荷は石臼や天秤、さじも含まれており、薬の調合用だった可能性もある。

### 木簡
荷物とともに、権利者の名前や中身を記録した木簡も多数発見された。荷札の木簡で最多のものは「東福寺公用（公物）」と、「綱司私」の木簡である。東福寺は日本の仏教寺院であり、東福寺がこの船を送ったことを示している。綱司は船長（綱首）のことであり、東福寺から輸送を請負った船長が私的な貿易品も積んでいたことを示している。この他に、博多の承天寺の釣寂庵や福岡の筥崎宮などの寺社や、船員や出資者と思われる名前の木簡もある。東福寺は1319年（元応元年）に火災にあっており、筥崎宮も1310年（延慶3年）に火災にあっていることから、新安沈船は復興資金を調達する目的があったと推測される。

### その他
青銅杯などの金属製品が約700点、硯や茶臼などの石製品、ガラス製品、書画の軸、銀錠があった、金属製品や漆器には儒教の礼器などもあり、実用性の他に文化的な動機で運ばれた品もあった。
また、日本製の品として銅鏡（和鏡）、瀬戸焼、将棋の駒、漆器、瓶子、下駄、日本刀の鐔などがあり、日本人の乗客や乗組員がいたことも分かる。中国や日本などさまざまな出身の者が貿易船に乗り込むことは珍しくなく、宋代から同様の記録が存在する。鉄製のフライパン状の用具や鉄鍋などもあり、乗組員が調理に使ったと推測される。

## 発見の影響

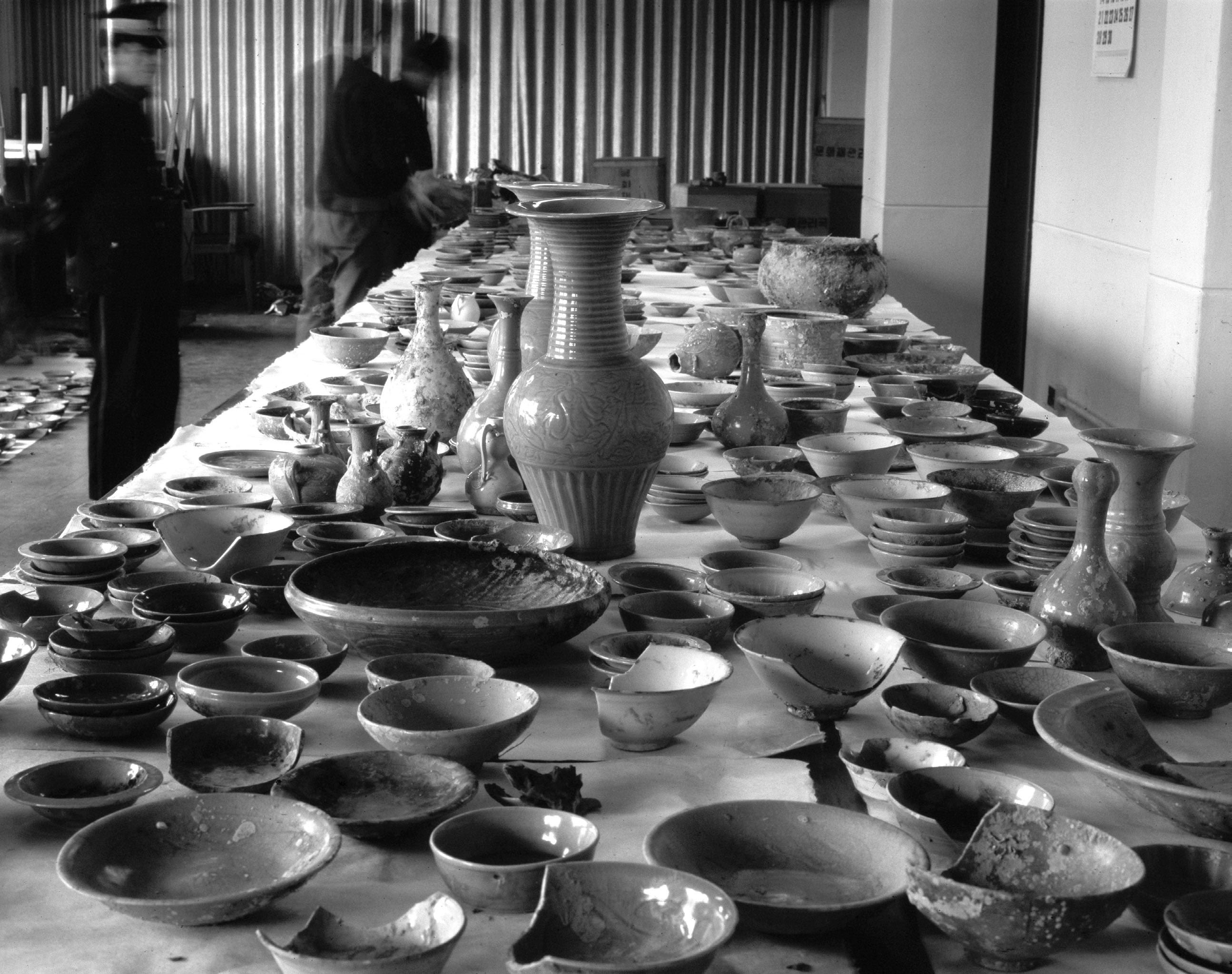
引き揚げられた陶磁器。

### 発掘・研究活動の継続
新安沈船はアジア初の大規模な水中考古学の発掘となった。新安沈船の発見は、韓国の水中考古学が発展するきっかけにもなった。単一の遺跡としては韓国史上で最大の発掘量となり、韓国は宋元代の陶磁器の最大の保有国にもなった。1994年には、研究の拠点として木浦市に国立海洋遺物展示館が設立された。海洋遺物展示館では保存処理をした船体の部材の組み立てを始め、復元作業も進められた。
新安沈船が調査中だった1983年、同じく全羅南道の莞島郡にある薬山面漁頭里島の沖でも沈没船が発見された。この船は高麗青磁が30000点近く積まれており、11世紀末から12世紀に海南郡の山二面珍山里で作られたことが判明した。南方の慶尚南道に陶磁器を運ぶ途中で沈没したとされる。こうした発見によって、さらに西海岸や済州島での調査が活発になった。1995年には全羅南道務安郡の道里浦で14世紀の象嵌青磁が発見された。2002年には全羅北道の十二東坡島で高麗前期の船、群山市沃島で高麗時代中期の陶磁器が発見された。
それまでの潜水作業では海軍の協力を得ていたが、国立海洋遺物展示館は潜水の専門家の養成を行い、2003年から水中発掘課が設立された。これ以降は、国立海洋遺物展示館による独力での発掘や保存が可能になった。2007年には忠清南道泰安郡の大島沖で22000点におよぶ高麗青磁が発見され、2002年発見のものと同様に開京へ運ばれる予定だったとされる。2008年までに14カ所の遺跡で中国船2隻、高麗船6隻、遺物が約88000点発見され、海洋遺物展示館は2009年に国立海洋文化財研究所へと改組された。2006年には新安沈船の発掘調査開始30周年として、発掘調査船シー・ミュゼー号が建造された。また、2014年にはアジア初の水中調査発掘専門船ヌリアン号が建造された。

### 法整備
韓国では水中文化財への関心が高まり、文化財保護法が全面改正された（1983年）。従来の文化財保護法（1973年）では対象が「土地とその他の物件」であり、改正で「土地・海底または建造物など」となった。さらに文化財保護法を補完する「埋蔵文化財の保護および調査に関する法律」（2010年）では、水中文化財の同定や発見区域について定め、水中文化財の調査を地表調査と発掘調査に分けて許可制度を整えた。水中文化財の発掘を行う主体は国立海洋文化財研究所であることが明記され、地表調査が可能なのは文化財管理局による登録や許可を得た組織とされた。2014年時点で地表調査をできるのは6組織あるが、水中の発掘調査が国立海洋文化財研究所に一元化されているため、一般の民間調査機関にとっては制約となる面もある。

### 調査結果
新安沈船の調査結果は報告書としてまとめられ、文化広報部・文化財管理局から『新安海底遺物資料編I』（1981年）、『新安海底遺物資料編II』（1984年）、『新安海底遺物資料編III』（1985年）、『新安海底遺物　総合篇』（1988年）が発行された。新安沈船の船体は、莞島で引き上げられた沈没船とともに国立海洋文化財研究所に展示されている。